# 古川町立小鷹利中学校
古川町立小鷹利中学校（ふるかわちょうりつ　こたかりちゅうがっこう）は、かつて岐阜県吉城郡古川町に存在した公立中学校。

## 概要
- 旧・吉城郡小鷹利村の中学校であった。1964年、古川中学校〈旧〉、宮城中学校と統合し、古川中学校の新設により廃校。
- 校舎は1966年3月まで古川中学校小鷹利分教室として使用された。

## 沿革
- 1947年（昭和22年）4月1日 - 吉城郡小鷹利村に小鷹利村立小鷹利中学校として開校。校舎は無く、信包小学校に本校を設置し、大村小学校に大村分校、畦畑小学校に畦畑分校を設置。
- 1952年（昭和27年） - 小鷹利村字下野に校舎を新築し移転。大村分校を廃止。
- 1956年（昭和31年）4月1日 - 古川町、細江村、小鷹利村と合併し、古川町が発足。同時に古川町立小鷹利中学校に改称する。
- 1959年（昭和34年）4月 - 畦畑分校が畦畑中学校として独立する。
- 1964年（昭和39年）4月 - 古川中学校に統合され廃校。古川中学校には統合校舎が無かったため、小鷹利中学校の校舎は古川中学校小鷹利分教室として使用される
- 1966年（昭和41年）4月 - 旧・古川中学校宮城分教室を改修して古川中学校の統合校舎が完成。古川中学校小鷹利分教室を廃止。